# Pepijn Lijnders
Pepijn „Pep“ Lijnders (* 24. Januar 1983 in Broekhuizen) ist ein niederländischer Fußballtrainer.

## Karriere
Lijnders begann seine Trainerlaufbahn in der Jugend der PSV Eindhoven. Ab 2008 arbeitete er dann als Techniktrainer in der Akademie des FC Porto. In Porto rückte er in dieser Funktion dann 2012 in die zweite Mannschaft auf, ab der Saison 2013/14 war er Techniktrainer der ersten Mannschaft der Portugiesen. Zur Saison 2014/15 wechselte er nach England und übernahm die U-18-Mannschaft des FC Liverpool. Zur Saison 2015/16 wurde er Co-Trainer von Brendan Rodgers bei den Profis und blieb anschließend auch unter dessen Nachfolger Jürgen Klopp im Amt.
Im Januar 2018 verließ er Liverpool und kehrte in seine Heimat zurück, wo er mit dem Zweitligisten NEC Nijmegen erstmals einen Profiklub als Cheftrainer übernahm. Nijmegen hatte er auf einem direkten Aufstiegsplatz übernommen, unter seiner Führung rutschte das Team aber noch auf den dritten Rang ab und verpasste anschließend in der Relegation den Aufstieg. Im Anschluss daran wurde er im Mai 2018 nach 22 Spielen im Amt wieder entlassen. Zur Saison 2018/19 kehrte Lijnders dann wieder als Klopp-Assistent nach Liverpool zurück. Gemeinsam mit Klopp verkündete er im Januar 2024 seinen Rücktritt für Saisonende.
Zur Saison 2024/25 übernahm er anschließend den österreichischen Bundesligisten FC Red Bull Salzburg als Cheftrainer. Unter seiner Führung qualifizierte sich der amtierende Vizemeister zwar für die UEFA Champions League, in der Liga belegte das Team zur Winterpause aber, mit zehn Punkten Rückstand auf Tabellenführer SK Sturm Graz, nur den fünften Rang. Daraufhin wurde Lijnders bereits im Dezember 2024 wieder entlassen. Mit einem Punkteschnitt von 1,64 hatte er zu diesem Zeitpunkt den schlechtesten Punkteschnitt aller 14 Red-Bull-Trainer.

## Veröffentlichung
- Intensity: Inside Liverpool FC. Reach Sport, 2022, ISBN 978-1-9141-9755-0
  - Inside Liverpool FC – Intensität ist unsere Identität. Mit einem Vorwort von Jürgen Klopp. Edel Sports, 2023, ISBN 978-3-9858-8055-3